# Olympische Winterspiele 1936/Teilnehmer (Griechenland)
| Gelbes Symbol für Goldmedaillen mit stilisierten Olympischen Ringen | Graues Symbol für Silbermedaillen mit stilisierten Olympischen Ringen | Braundes Symbol für Bronzemedaillen mit stilisierten Olympischen Ringen |
| ------------------------------------------------------------------- | --------------------------------------------------------------------- | ----------------------------------------------------------------------- |
| —                                                                   | —                                                                     | —                                                                       |

Griechenland nahm an den IV. Olympischen Winterspielen 1936 in Garmisch-Partenkirchen mit einem Athleten teil. Dies war Griechenlands erste Teilnahme an Olympischen Winterspielen. Der Sportler Dimitrios Negrepontis nahm an zwei Sportarten teil, konnte jedoch keinen Wettkampf beenden.

## Teilnehmer nach Sportarten

### Langlauf(1)
Männer
- Dimitrios Negrepontis
18 km: DNF

### Ski alpin(1)
Männer
- Dimitrios Negrepontis
Kombination: DNF